# André Houpelyne
André Henri Houpelyne (* 18. Dezember 1900 in Brügge; † 6. November 1986 ebenda) war ein belgischer Ruderer.

## Biografie
André Houpelyne wurde 1928 mit Achille Mengé belgischer Meister im Doppelzweier. Bei den Olympischen Sommerspielen 1928 in Amsterdam schieden Houpelyne und Mengé im Hoffnungslauf der Doppelzweier-Regatta vorzeitig aus.